# Charles Dingle
Charles Dingle est un acteur américain, né à Wabash (Indiana) le 28 décembre 1887 et mort à Worcester (Massachusetts) le 19 janvier 1956.

## Biographie
Charles Dingle se produit au cinéma de 1937 à 1955 (comme second rôle de caractère) et au théâtre, à Broadway, entre 1928 et 1954 (dans douze pièces et une comédie musicale). En particulier, il participe à la création de la pièce The Little Foxes de Lillian Hellman, représentée 410 fois à Broadway, de février 1939 à février 1940. Il y crée le rôle de Benjamin 'Ben' Hubbard, qu'il reprend dans l'adaptation au cinéma de 1941, sous le même titre original (un de ses films les plus connus ; titre français : La Vipère), avec Bette Davis reprenant le rôle de Regina Giddens, tenu initialement par Tallulah Bankhead.
Il contribue également, pour la télévision, à quelques séries entre 1951 et 1955.

## Filmographie partielle
- 1939 : Dans une pauvre petite rue (...One Third of a Nation...) de Dudley Murphy
- 1941 : La Vipère (The Little Foxes) de William Wyler
- 1942 : Johnny, roi des gangsters (Johnny Eager) de Mervyn LeRoy
- 1942 : Madame exagère (Are Husbands Necessary?) de Norman Taurog
- 1942 : La Justice des hommes (The Talk of the Town) de George Stevens
- 1942 : On demande le docteur Gillespie (Calling Dr. Gillespie) de Harold S. Bucquet
- 1942 : Je te retrouverai (Somewhere til find you) de Wesley Ruggles
- 1942 : La Maison de mes rêves (George Washington slept here) de William Keighley
- 1942 : Tennessee Johnson de William Dieterle
- 1943 : L'Étrangleur (Lady of Burlesque) de William A. Wellman
- 1943 : L'Ange des ténèbres (Edge of Darkness) de Lewis Milestone
- 1943 : La Dame aux cheveux blancs (Someone to Remember) de Robert Siodmak
- 1943 : Le Chant de Bernadette (The Song of Bernadette) de Henry King

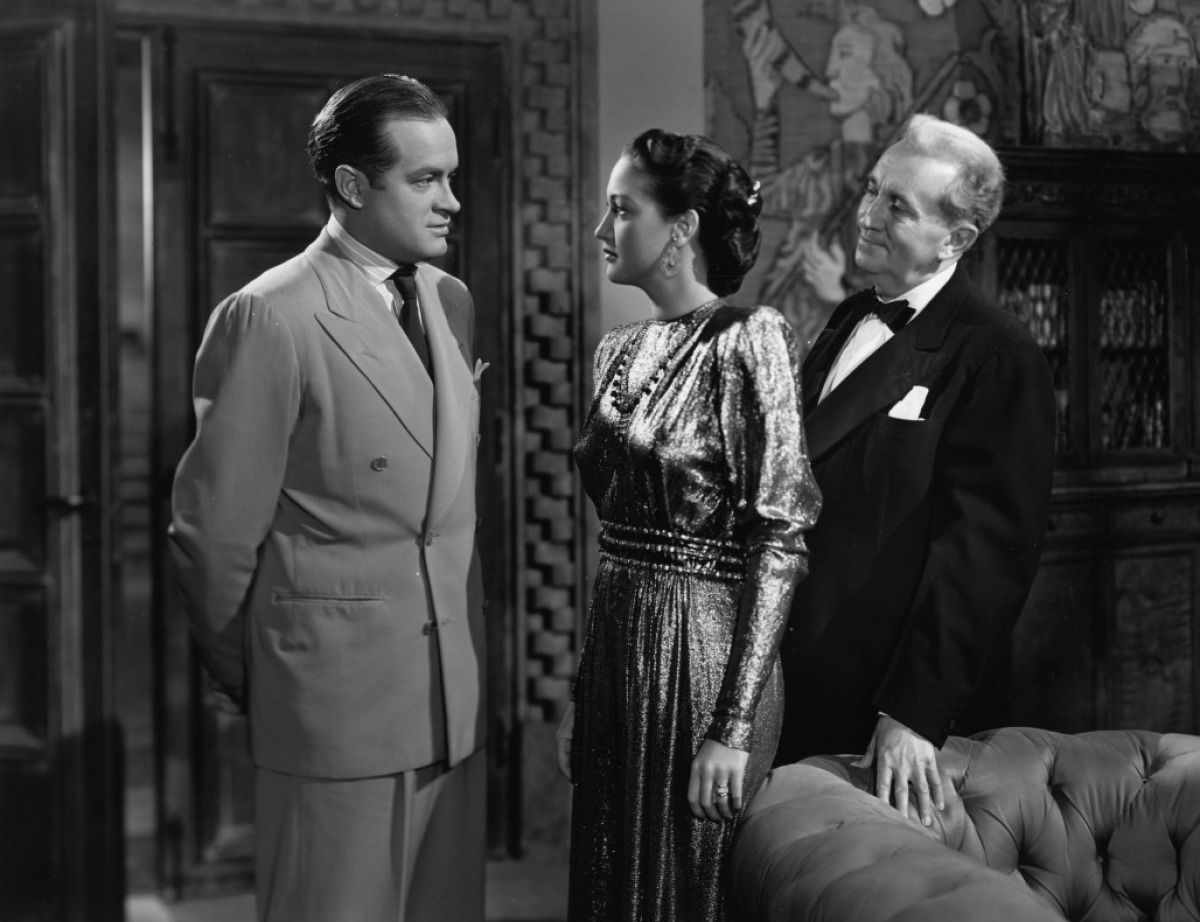
De gauche à droite : Bob Hope, Dorothy Lamour et Charles Dingle, dans La Brune de mes rêves (1947)

- 1944 : Le Jockey de l'amour (Home in Indiana) de Henry Hathaway
- 1944 : Coup de foudre (Together again) de Charles Vidor
- 1945 : Désir de femme (Guest Wife) de Sam Wood
- 1945 : Deux Nigauds au collège (Here Come the Co-eds) de Jean Yarbrough
- 1946 : Quadrille d'amour (Centennial Summer) de Otto Preminger
- 1946 : La Femme de Monte-Cristo (The Wife of Monte Cristo) de Edgar Georg Ulmer
- 1946 : Cinderella Jones de Busby Berkeley
- 1946 : La Bête aux cinq doigts (The Beast with Five Fingers) de Robert Florey
- 1946 : Duel au soleil (Duel in the Sun) de King Vidor
- 1947 : La Brune de mes rêves (My Favorite Brunette) de Elliott Nugent
- 1947 : L'Heure du pardon (The Romance of Rosy Ridge) de Roy Rowland
- 1948 : L'Enjeu (State of the Union) de Frank Capra
- 1948 : Mon héros (A Southern Yankee) d'Edward Sedgwick
- 1949 : Big Jack de Richard Thorpe
- 1952 : N'embrassez pas les WACs (Newer wave at a WAC) de Norman Z. McLeod
- 1953 : Appelez-moi Madame (Call me Madam) de Walter Lang
- 1953 : Le Général invincible (The President's Lady) d'Henry Levin
- 1955 : Condamné au silence (The Court-Martial of Billy Mitchell) d'Otto Preminger

## Théâtre (à Broadway)
Pièces, sauf mention contraire
- 1928 : Killers de Louis E. Bisch et Howard Merling
- 1932 : Le Songe d'une nuit d'été (A Midsummer Night's Dream) de William Shakespeare
- 1934 : Yesterday's Orchids d'Henry Rosendahl
- 1935 : Let Freedom Ring d'Albert Bein, d'après Grace Lumpkin, avec Tom Ewell
- 1936 : So Proudly we hail de Joseph M. Viertel, avec Charles Walters
- 1936 : Sweet River de George Abbott, d'après La Case de l'oncle Tom (Uncle Tom's Cabin) d'Harriet Beecher Stowe
- 1936 : Days to come de Lillian Hellman, mise en scène d'Herman Shumlin, avec Florence Eldridge, Joseph Sweeney
- 1938 : Casey Jones de Robert Ardrey mise en scène par Elia Kazan, avec Charles Bickford, Howard Da Silva, Van Heflin
- 1938 : All the Living d'Hardie Albright d'après Victor R. Small, mise en scène par Lee Strasberg, avec John Alexander, Leif Erickson
- 1938 : American Landscape de (et mise en scène par) Elmer Rice, avec Isobel Elsom, Charles Waldron
- 1939-1940 : The Little Foxes de Lillian Hellman, avec Tallulah Bankhead, Carl Benton Reid, Dan Duryea (adaptée au cinéma en 1941)
- 1949-1950 : Miss Liberty, comédie musicale, musique et lyrics d'Irving Berlin, mise en scène de Moss Hart, chorégraphie de Jerome Robbins, avec Eddie Albert
- 1954 : The Immoralist d'Augustus et Ruth Goetz d'après L'Immoraliste d'André Gide, mise en scène par Daniel Mann, avec Louis Jourdan, Geraldine Page, James Dean